# Chaleo Yoovidhya
Chaleo Yoovidhya (Provincia de Phichit, Tailandia, 17 de agosto de 1923  - Bangkok, Tailandia, 17 de marzo de 2012 ) fue un empresario tailandés y creador de la bebida energética Red Bull. En el momento de su muerte, Yoovidhya fue catalogado como el hombre más rico de Tailandia, con un valor neto estimado de 5 mil millones de dólares.

## Vida
Nació en el seno de una pobre familia china que emigró y se estableció en la provincia de Phichit. Su familia se ganaba la vida con la cría de patos y la venta de fruta.

## Creación de Red Bull
En 1987 Yoovidhya proporcionó la fórmula de la bebida energética y Dietrich Mateschitz se dedicó a la comercialización del producto.
Yoovidhya poseía el 49% de la franquicia de la bebida energética Red Bull en el momento de su muerte y su hijo Chalerm Yoovidhya el 2%.